# Shilingxia
Shilingxia (Shílǐngxià yízhǐ 石岭下遗址 Shilingxia site) ist eine neolithische Stätte der Yangshao-Kultur und der Majiayao-Kultur am Oberlauf des Huang He (Gelben Flusses) in China. Sie wurde 1947 im Dorf Shilingxia 石岭下村 der Großgemeinde Chengguan 城关镇 von Wushan in der chinesischen Provinz Gansu entdeckt und wird auf −3900 bis −3200 datiert. Die Stätte wurde in den Jahren 1957–1962 vom Provinzmuseum Gansu mehrmals untersucht.
In der Stätte entdeckte man unten die Schicht des Majiayao-Typs der Majiayao-Kultur  und oben die Schicht des Miaodigou-Typs der Yangshao-Kultur, dazwischen lag eine Schicht einer Übergangskultur. Die Kultur der Relikte der Übergangskultur scheint näher am Majiayao-Typ zu sein, z. B. ähneln die Muster und Ornamente bestimmter Tonwaren dem Majiayao-Typ. Gleichzeitig gibt es auch einige Kulturelemente, die dem Miaodigou-Typ sehr ähnlich sind, wie z. B. bestimmte geometrische Formen bei der Keramik mit farbigem Dekor. Deshalb wird sie der Shilingxia-Typ bzw. der Shilingxia-Typ der Majiayao-Kultur genannt. Der Shilingxia-Typ führt Kulturelemente des Miaodigou-Typs weiter und trägt auch Majiayao-Typ-Kulturbestandteile in sich. Seine Entwicklungsstufe entspricht der frühen Stufe der Majiayao-Kultur. Dieser Stättentyp ist im Gebiet des Oberlaufs des Flusses Wei He 渭河 verbreitet.

## Nachschlagewerke
- Cihai („Meer der Wörter“), Shanghai cishu chubanshe, Shanghai 2002, ISBN 7-5326-0839-5
- Zhongguo da baike quanshu: Kaoguxue (Archäologie). Beijing: Zhongguo da baike quanshu chubanshe, 1986 (Online)